# Tottenham Hotspur Football Club 2019-2020
Questa voce raccoglie le informazioni riguardanti il Tottenham Hotspur Football Club nelle competizioni ufficiali della stagione 2019-2020.

## Stagione
La nuova stagione parte in maniera diversa rispetto a quella precedente: infatti la stagione 2018-2019 del Tottenham è stata caratterizzata dalla totale "astinenza" per il club per quanto riguarda l'acquisto di giocatori, mentre durante la stagione 2019-2020 gli Spurs sono attivi sul mercato: da sottolineare le cessioni di Vincent Janssen e Josh Onomah, ma soprattutto la cessione dello "storico" terzino Kieran Trippier, che va all'Atletico Madrid per 20 milioni di sterline. La rosa comunque viene rinforzata dall'arrivo di Tanguy Ndombele e Ryan Sessegnon, arrivati rispettivamente da Olympique Lione e Fulham, il primo per 55 milioni di sterline e il secondo per 25. Vengono svincolati Fernando Llorente e Michel Vorm.
Viene riconfermato Pochettino in panchina visti i buoni risultati degli ultimi anni, tra cui soprattutto la finale di UEFA Champions League 2018-2019 persa contro il Liverpool. 

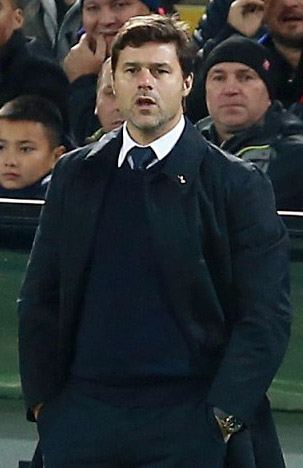
Mauricio Pochettino lascia la panchina del Tottenham dopo cinque anni.

La stagione incomincia il 10 agosto 2019, con la vittoria in casa con l'Aston Villa per 3-1, ma nelle giornate successive il Tottenham non riesce a portarsi nelle zone alte della classifica, visto che nelle 3 giornate successive ottiene 2 punti in 3 partite, con i pareggi con Arsenal e Manchester City e la sconfitta in casa con il Newcastle United, che raggiunge il 9º posto in classifica tornando poi alla vittoria per 4-0 nel derby con il Crystal Palace alla giornata successiva. Una sconfitta (con il Leicester City per 2-1) e una vittoria (con il Southampton sempre per 2-1), poi il 5 ottobre il Tottenham perde con un rotondo 3-0 contro il non irresistibile Brighton, e nella stessa partita si infortuna il portiere titolare e campione del mondo in carica con la Francia Hugo Lloris.
Dopo la sconfitta a Leicester arriva anche l'immediata eliminazione in Coppa di Lega ai rigori contro il Colchester United, squadra di quarta divisione, che fa scricchiolare la panchina di Pochettino.
Gli Spurs sono costretti a dover richiamare l'appena svincolato Michel Vorm usando come portiere titolare Paulo Gazzaniga. Nel frattempo Christian Eriksen, fuoriclasse danese al club dal 2012, ammette la sua volontà di lasciare Londra così viene accostato a diversi club e non gli viene rinnovato il contratto in scadenza, ma alla fine del calciomercato estivo è ancora al Tottenham. 

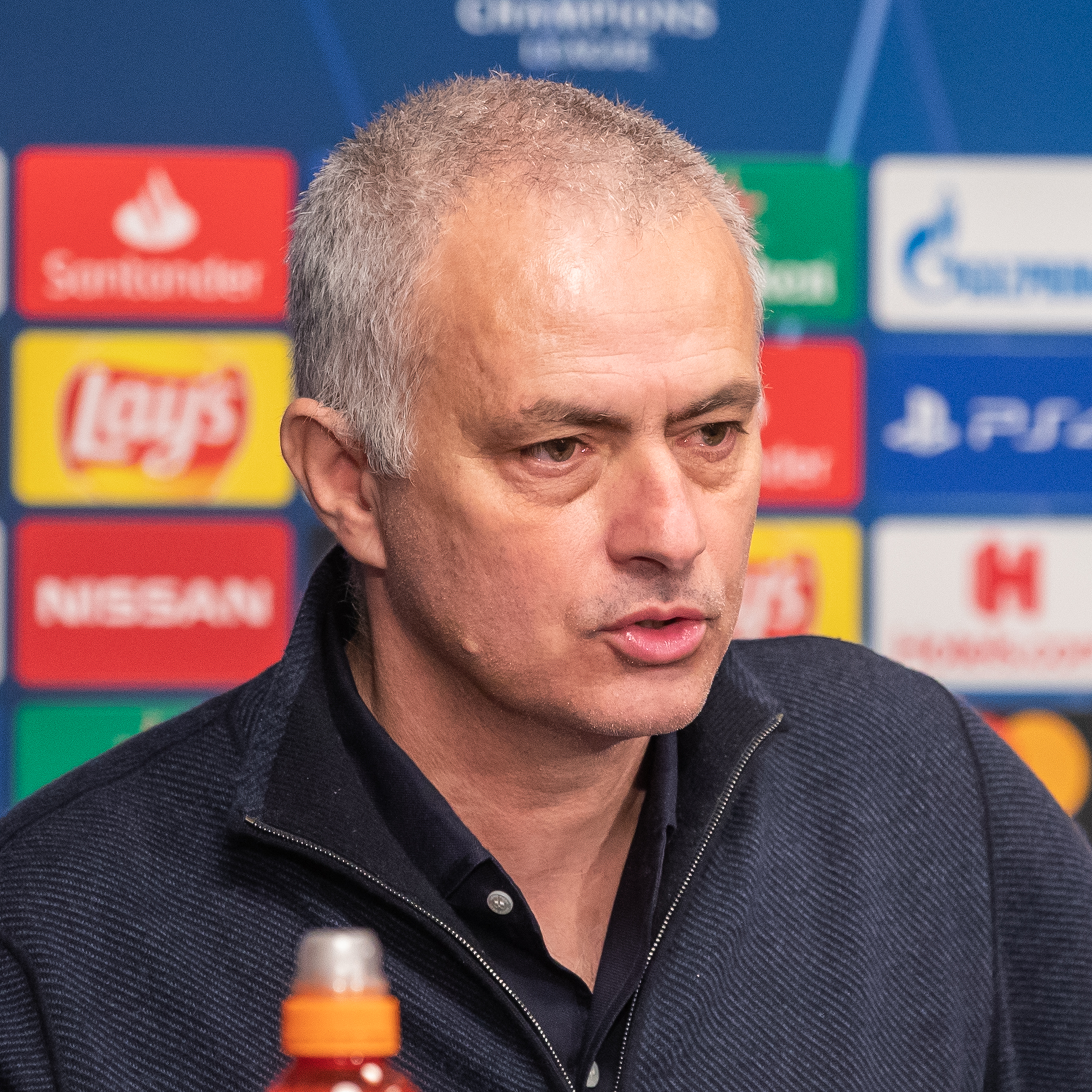
José Mourinho, alla guida degli Spurs da novembre 2019.

A coronare la situazione di confusione interna al club c'è la caduta in classifica, perché il Tottenham dalla vittoria con il Southampton ottiene soli 3 punti in 5 partite, che fanno cadere la squadra al 14º posto in classifica. Pochettino viene così esonerato il 20 novembre e al suo posto arriva José Mourinho, con cui la squadra vince 4 partite su 5 (solo una sconfitta all'Old Trafford per 2-1) e si porta al quinto posto.
Alla fine, nonostante la sconfitta in casa con il Chelsea per 2-0, il Tottenham chiude la prima metà del campionato al 6º posto con 29 punti a pari merito con la sorpresa Sheffield United, a 1 solo punto dal Wolverhampton quinto e a 3 dal Chelsea quarto. Il 2019 per il Tottenham si chiude con il pareggio 2-2 con il Norwich City alla 20ª giornata. 
Anche in Champions League gli Spurs  faticano, infatti cominciano con un pareggio (2-2) con l'Olympiacos e un pauroso tonfo (2-7) in casa contro il Bayern Monaco. Le successive goleade (5-0 e 0-4) allo Stella Rossa e la vittoria a Londra sull'Olympiacos per 4-2 però permettono al club il passaggio del turno al secondo posto con 10 punti. 
Anche nel 2020 il Tottenham comunque non riesce a ottenere prestazioni molto positive: in campionato nei primi 2 mesi ottiene 3 vittorie (da segnalare soprattutto quella per 2-0 sui detentori del titolo del Manchester City), 1 pareggio (con il Watford per 0-0) e 3 sconfitte (con il Southampton e il Liverpool, ma soprattutto con il Chelsea), tra cui appunto quella con i Blues della 27ª giornata impedisce il sorpasso degli Spurs e allontana il Chelsea, che prima della partita si trovava al quarto posto, 1 punto sopra il Tottenham quinto. L'obiettivo Champions si allontana per il club con la sconfitta nel derby ma la squadra rischia anche il posto in Europa League con la sconfitta alla giornata dopo in rimonta contro il Wolverhampton per 2-3. 
Alla 29ª giornata, prima della ripresa del campionato in seguito alla sospensione per l'emergenza Covid-19, i londinesi si trovano all'8⁰ posto, fuori da ogni competizione europea. La prima partita dopo la sosta, giocata in casa il 19 giugno, vede il Tottenham ottenere un buon pareggio (1-1) contro il Manchester United. Il bilancio nel periodo post-lockdown risulta più che positivo: in nove partite perde solo una volta (contro lo Sheffield United), a fronte di cinque vittorie e tre pareggi. I buoni risultati fanno risalire gli Spurs fino al 6⁰ posto finale, che si traduce in qualificazione diretta alla fase a gironi dell'Europa League 2020-21. La successiva vittoria dell'Arsenal in finale di Coppa d'Inghilterra però regala ai Gunners un posto ai gironi di Europa League, mentre costringe a sua volta gli uomini di Mourinho a passare dai preliminari della stessa manifestazione. 
In FA Cup intanto gli Spurs hanno bisogno della ripetizione dell'incontro sia ai trentaduesimi con il Middlesbrough, sia ai sedicesimi con il Southampton, ma riescono comunque ad arrivare agli ottavi di finale in cui vengono sorteggiati con il Norwich City allora ultimo in campionato. La squadra di Mourinho però, al di là dei pronostici favorevoli, esce sconfitta dopo l'1-1 dei tempi regolamentari ai calci di rigore, con errore decisivo di Gedson Fernandes.
Anche in Champions League le cose non vanno bene per i londinesi, infatti all'andata degli ottavi di finale in casa perdono 1-0 contro il Lipsia e 3-0 al ritorno, venendo quindi eliminati dalla competizione dopo averne sfiorato la vittoria nella stagione precedente.

## Maglie e sponsor
Per la stagione 2019-2020 il Tottenham ha deciso di tornare a uno stile più "classico" per quanto riguarda le divise. In casa la maglietta è bianca con colletto e fine-manica blu scuro, i pantaloncini sono blu scuri e i calzettoni sono bianchi con striscia blu scura. In trasferta invece maglia, pantaloncini e calzettoni sono tutti completamente blu scuro. C'è anche una terza divisa composta da una maglia azzurra con colletto e fine-manica blu scuri che presenta in trasparenza un motivo geometrico, dei pantaloncini azzurri e dei calzettoni blu scuri e azzurri. Lo sponsor ufficiale è AIA, con cui il contratto è stato rinnovato proprio nel 2019 fino alla fine del 2026/27, mentre lo sponsor tecnico è Nike.
| Casa | Trasferta | Terza divisa |

## Organigramma societario
Di seguito l'organigramma societario.
Area direttiva
- Presidente: Daniel Levy
- Presidente onorario: Joe Lewis (proprietario)
- Direttore Finanziario: Matthew Collecot
- Direttori esecutivi: Donna-Maria Cullen, Darren Eales
- Direttori non esecutivi:Kevan Watts, Ron Robson

Area tecnica
- Direttore sportivo: Mauricio Pochettino fino al 20 novembre, poi José Mourinho
- Vice-allenatore: Joao Sacramento dal 20 novembre
- Preparatore tecnico: Carlos Lalin al 20 novembre
- Preparatore dei portieri: Toni Jimenez fino al 20 novembre, poi Nuno Santos
- Tactical Analyst: Ricardo Formosinho dal 20 novembre
- Technological Analyst: Giovanni Cerra dal 20 novembre

## Rosa
Rosa, numerazione e ruoli, tratti dal sito ufficiale, sono aggiornati al 29 gennaio 2020.
| N. |                          | Ruolo | Calciatore                 |
| -- | ------------------------ | ----- | -------------------------- |
| 1  | Francia (bandiera)       | P     | Hugo Lloris (capitano)     |
| 4  | Belgio (bandiera)        | D     | Toby Alderweireld          |
| 5  | Belgio (bandiera)        | D     | Jan Vertonghen             |
| 6  | Colombia (bandiera)      | D     | Davinson Sánchez           |
| 7  | Corea del Sud (bandiera) | A     | Son Heung-Min              |
| 8  | Inghilterra (bandiera)   | C     | Harry Winks                |
| 10 | Inghilterra (bandiera)   | A     | Harry Kane (vice capitano) |
| 11 | Argentina (bandiera)     | A     | Erik Lamela                |
| 12 | Kenya (bandiera)         | C     | Victor Wanyama             |
| 13 | Paesi Bassi (bandiera)   | P     | Michel Vorm                |
| 15 | Inghilterra (bandiera)   | D     | Eric Dier                  |
| 17 | Francia (bandiera)       | C     | Moussa Sissoko             |
| 18 | Argentina (bandiera)     | C     | Giovani Lo Celso           |

| N. |                           | Ruolo | Calciatore       |
| -- | ------------------------- | ----- | ---------------- |
| 19 | Inghilterra (bandiera)    | C     | Ryan Sessegnon   |
| 20 | Inghilterra (bandiera)    | C     | Dele Alli        |
| 21 | Argentina (bandiera)      | D     | Juan Foyth       |
| 22 | Argentina (bandiera)      | P     | Paulo Gazzaniga  |
| 23 | Paesi Bassi (bandiera)    | A     | Steven Bergwijn  |
| 24 | Costa d'Avorio (bandiera) | D     | Serge Aurier     |
| 27 | Brasile (bandiera)        | A     | Lucas            |
| 28 | Francia (bandiera)        | C     | Tanguy Ndombele  |
| 29 | Inghilterra (bandiera)    | C     | Oliver Skipp     |
| 30 | Portogallo (bandiera)     | C     | Gedson Fernandes |
| 33 | Galles (bandiera)         | D     | Ben Davies       |
| 39 | Inghilterra (bandiera)    | D     | Japhet Tanganga  |
| 52 | Irlanda (bandiera)        | A     | Troy Parrott     |

## Calciomercato

### Sessione estiva (dal 13/05 all'11/08)
La sessione estiva di calciomercato del Tottenham è scandita dagli acquisti di Tanguy Ndombele, arrivato dall'Olympique Lyonnais per 55 milioni di sterline, e Ryan Sessegnon, arrivato dal Fulham Football Club per 25 milioni di sterline e dal prestito di Giovani Lo Celso dal Real Betis. Vengono svincolati Michel Vorm e Fernando Llorente, con il portiere olandese che però viene richiamato ad ottobre dal club in seguito all'infortunio del portiere titolare Hugo Lloris. Tra le cessioni più importanti ci sono il difensore Kieran Trippier, che lascia il club dopo 4 anni per andare all'Atletico Madrid in cambio di 20 milioni di sterline, e l'attaccante Vincent Janssen, che va al Club de Fútbol Monterrey per 6,3 milioni di sterline.
| Acquisti         | Acquisti             | Acquisti           | Acquisti                  |
| R.               | Nome                 | da                 | Modalità                  |
| ---------------- | -------------------- | ------------------ | ------------------------- |
| A                | Kion Etete           | Notts County       | definitivo                |
| P                | Isak Midttun Solberg | Bryne              | definitivo                |
| A                | Jack Clarke          | Leeds United       | definitivo (10 milioni £) |
| C                | Tanguy Ndombele      | Olympique Lyonnais | definitivo (55 milioni £) |
| A                | Ryan Sessegnon       | Fulham             | definitivo (25 milioni £) |
| P                | Michel Vorm          | Svincolato         | definitivo (0 £)          |
| C                | Giovani Lo Celso     | Real Betis         | prestito breve            |
| Altre operazioni |                      |                    |                           |
| R.               | Nome                 | a                  | Modalità                  |
| C                | Dylan Duncan         | QPR                | svincolato                |
| P                | Charlie Freeman      | Svincolato         | svincolato                |
| P                | Tom Glover           | Melbourne City     | svincolato                |
| D                | Jamie Reynolds       | Svincolato         | svincolato                |
| P                | Michel Vorm          | Svincolato         | svincolato                |
| A                | Fernando Llorente    | Svincolato         | svincolato                |

| Cessioni | Cessioni               | Cessioni                 | Cessioni                   |
| R.       | Nome                   | a                        | Modalità                   |
| -------- | ---------------------- | ------------------------ | -------------------------- |
| D        | Connor Ogilvie         | Gillingham               | definitivo (0 £)           |
| D        | Kieran Trippier        | Atlético Madrid          | definitivo (20 milioni £)  |
| A        | Vincent Janssen        | Club de Fútbol Monterrey | definitivo (6,3 milioni £) |
| P        | Tobi Oluwayemi         | Celtic                   | definitivo                 |
| A        | Shayon Harrison        | Almere City              | definitivo (0 £)           |
| C        | Josh Onomah            | Fulham                   |                            |
| A        | Georges-Kévin N'Koudou | Besiktas                 | definitivo (4,6 milioni £) |
| A        | Samuel Shashoua        | Tenerife                 | definitivo                 |
| A        | Marcus Edwards         | Vitoria Setubal          | definitivo                 |
| C        | Luke Amos              | QPR                      | prestito (1 anno)          |
| A        | Jack Clarke            | Leeds United             | prestito breve             |
| D        | Cameron Carter-Vickers | Stoke City               | prestito breve             |
| A        | Kazaiah Sterling       | Doncaster Rovers         | prestito breve             |
| C        | Anthony Georgiou       | Ipswich Town             | prestito breve             |
| C        | George Marsh           | Leyton Orient            | prestito (1 anno)          |
| C        | Jack Roles             | Cambridge United         | prestito (1 anno)          |

### Sessione invernale (dal 02/01 al 31/01)
Durante la sessione invernale il Tottenham deve rimpiazzare il centrocampista danese Christian Eriksen, che lascia gli Spurs dopo 7 anni, per andare all'Inter per 24 milioni di sterline. Dunque acquista Giovani Lo Celso, che aveva disputato la prima parte della stagione in prestito, dal Real Betis, e Steven Bergwijn, che arriva dal PSV Eindhoven per 27 milioni di sterline. Inoltre acquista in prestito il centrocampista Gedson Fernandes fino giugno 2021, dal Benfica. Il club manda in prestito anche Walker-Peters, Carter-Vickers e il difensore Danny Rose, rispettivamente a Southampton, Luton Town e Newcastle United
| Acquisti | Acquisti         | Acquisti      | Acquisti                     |
| R.       | Nome             | da            | Modalità                     |
| -------- | ---------------- | ------------- | ---------------------------- |
| C        | Giovani Lo Celso | Real Betis    | definitivo                   |
| A        | Steven Bergwijn  | PSV Eindhoven | definitivo (27 milioni di £) |
| C        | Gedson Fernandes | Benfica       | prestito (1 anno)            |

| Cessioni | Cessioni               | Cessioni          | Cessioni                     |
| R.       | Nome                   | a                 | Modalità                     |
| -------- | ---------------------- | ----------------- | ---------------------------- |
| C        | Paris Maghoma          | Brentford         | definitivo                   |
| C        | Christian Eriksen      | Inter             | definitivo (24 milioni di £) |
| C        | Tashan Oakley-Boothe   | Stoke City        | definitivo                   |
| A        | Jack Clarke            | QPR               | prestito breve               |
| C        | Armando Shashoua       | Atletico Baleares | prestito breve               |
| P        | Brandon Austin         | Viborg            | prestito breve               |
| D        | Kyle Walker-Peters     | Southampton       | prestito breve               |
| D        | Cameron Carter-Vickers | Luton Town        | prestito breve               |
| D        | Timothy Eyoma          | Lincoln City      | prestito breve               |
| D        | Danny Rose             | Newcastle United  | prestito breve               |
| C        | Anthony Georgiou       | Bolton Wanderers  | prestito breve               |
| A        | Kazaiah Sterling       | Leyton Orient     | prestito breve               |
| A        | Shilow Tracey          | Macclesfield Town | prestito breve               |

## Risultati

### Premier League

#### Girone di andata
| Arbitro: | Chris Kavanagh |

|                            |           |           |
| Ndombele 73’ Kane 86’, 90’ | Marcatori | 9’ McGinn |

| Arbitro: | Michael Oliver |

|                         |           |                            |
| Sterling 20’ Agüero 35’ | Marcatori | 23’ Lamela 56’ Lucas Moura |

| Arbitro: | Mike Dean |

|  |           |               |
|  | Marcatori | 27’ Joelinton |

| Arbitro: | Martin Atkinson |

|                                |           |                             |
| Lacazette 45+1’ Aubameyang 71’ | Marcatori | 10’ Eriksen 40’ (rig.) Kane |

| Arbitro: | Craig Pawson |

|                                                |           |  |
| Son 10’, 23’ Van Aanholt 21’ (aut.) Lamela 42’ | Marcatori |  |

| Arbitro: | Paul Tierney |

|                                  |           |          |
| Ricardo Pereira 69’ Maddison 85’ | Marcatori | 29’ Kane |

| Arbitro: | Graham Scott |

|                       |           |          |
| Ndombele 24’ Kane 43’ | Marcatori | 39’ Ings |

| Arbitro: | Jonathan Moss |

|                             |           |  |
| Maupay 3’ Connolly 32’, 65’ | Marcatori |  |

| Arbitro: | Chris Kavanagh |

|          |           |             |
| Alli 86’ | Marcatori | 6’ Doucouré |

| Arbitro: | Anthony Taylor |

|                                |           |         |
| Henderson 52’ Salah 75’ (rig.) | Marcatori | 1’ Kane |

| Arbitro: | Martin Atkinson |

|             |           |          |
| Tosun 90+7’ | Marcatori | 63’ Alli |

| Arbitro: | Graham Scott |

|         |           |             |
| Son 58’ | Marcatori | 78’ Baldock |

| Arbitro: | Michael Oliver |

|                           |           |                                  |
| Antonio 73’ Ogbonna 90+6’ | Marcatori | 36’ Son 43’ Lucas Moura 49’ Kane |

| Arbitro: | Lee Mason |

|                           |           |                   |
| Alli 21’, 50’ Sissoko 69’ | Marcatori | 73’, 90+6’ Wilson |

| Arbitro: | Paul Tierney |

|                         |           |          |
| Rashford 6’, 49’ (rig.) | Marcatori | 39’ Alli |

| Arbitro: | Kevin Friend |

|                                                 |           |  |
| Kane 4’, 54’ Lucas Moura 9’ Son 32’ Sissoko 74’ | Marcatori |  |

| Arbitro: | Stuart Attwell |

|               |           |                                 |
| A. Traoré 67’ | Marcatori | 8’ Lucas Moura 90+1’ Vertonghen |

| Arbitro: | Anthony Taylor |

|  |           |                           |
|  | Marcatori | 12’, 45+4’ (rig.) Willian |

| Arbitro: | Graham Scott |

|                   |           |             |
| Kane 53’ Alli 72’ | Marcatori | 37’ Webster |

#### Girone di ritorno
| Arbitro: | Kevin Friend |

|                               |           |                             |
| Vrančić 18’ Aurier 61’ (aut.) | Marcatori | 55’ Eriksen 83’ (rig.) Kane |

| Arbitro: | Mike Dean |

|          |           |  |
| Ings 17’ | Marcatori |  |

| Arbitro: | Martin Atkinson |

|  |           |             |
|  | Marcatori | 37’ Firmino |

| Watford 18 gennaio 2020, ore 12:30 GMT 23ª giornata | Watford        | 0 – 0 referto | Tottenham | Vicarage Road (21.366 spett.)\| Arbitro: \| Michael Oliver \| |
| Arbitro:                                            | Michael Oliver |               |           |                                                               |

| Arbitro: | Chris Kavanagh |

|                  |           |                  |
| Alli 38’ Son 79’ | Marcatori | 70’ (rig.) Pukki |

| Arbitro: | Mike Dean |

|                      |           |  |
| Bergwijn 63’ Son 71’ | Marcatori |  |

| Arbitro: | Martin Atkinson |

|                                    |           |                                   |
| Alderweireld 9’ (aut.) Englels 53’ | Marcatori | 27’ Alderweireld 45+2’, 90+4’ Son |

| Arbitro: | Michael Oliver |

|                       |           |                    |
| Giroud 15’ Alonso 48’ | Marcatori | 89’ (aut.) Rüdiger |

| Arbitro: | Stuart Attwell |

|                         |           |                                        |
| Bergwijn 13’ Aurier 45’ | Marcatori | 27’ Doherty 57’ Diogo Jota 73’ Jiménez |

| Arbitro: | Jonathan Moss |

|          |           |                 |
| Wood 13’ | Marcatori | 50’ (rig.) Alli |

| Arbitro: | Jonathan Moss |

|              |           |                      |
| Bergwijn 27’ | Marcatori | 81’ (rig.) Fernandes |

| Arbitro: | Craig Pawson |

|                            |           |  |
| Souček 64’ (aut.) Kane 82’ | Marcatori |  |

| Arbitro: | Chris Kavanagh |

|                                    |           |          |
| Berge 31’ Mousset 69’ McBurnie 84’ | Marcatori | 90’ Kane |

| Arbitro: | Graham Scott |

|                  |           |  |
| Keane 24’ (aut.) | Marcatori |  |

| Bournemouth 9 luglio 2020, ore 18:00 BST 34ª giornata | Bournemouth  | 0 – 0 referto | Tottenham | Dean Court (0 spett.)\| Arbitro: \| Paul Tierney \| |
| Arbitro:                                              | Paul Tierney |               |           |                                                     |

| Arbitro: | Michael Oliver |

|                          |           |               |
| Son 19’ Alderweireld 81’ | Marcatori | 16’ Lacazette |

| Arbitro: | David Coote |

|             |           |                      |
| Ritchie 56’ | Marcatori | 7’ Son 60’, 90’ Kane |

| Arbitro: | Anthony Taylor |

|                                |           |  |
| Justin 6’ (aut.) Kane 37’, 40’ | Marcatori |  |

| Arbitro: | Andre Marriner |

|             |           |          |
| Schlupp 53’ | Marcatori | 13’ Kane |

### FA Cup
| Arbitro: | Stuart Attwell |

|              |           |                 |
| Fletcher 50’ | Marcatori | 61’ Lucas Moura |

| Arbitro: | Craig Pawson |

|                        |           |             |
| Lo Celso 2’ Lamela 15’ | Marcatori | 83’ Saville |

| Arbitro: | Peter Bankes |

|            |           |         |
| Boufal 87’ | Marcatori | 58’ Son |

| Arbitro: | David Coote |

|                                                    |           |                   |
| Stephens 12’ (aut.) Lucas Moura 78’ Son 87’ (rig.) | Marcatori | 34’ Long 72’ Ings |

| Arbitro: | Paul Tierney |

|                                        |                      |                                  |
| Vertonghen 13’                         | Marcatori            | 78’ Drmić                        |
| Dier Lamela Lo Celso Parrott Fernandes | Tiri di rigore 2 – 3 | McLean Idah Stiepermann Cantwell |

### EFL Cup
| Arbitro: | Jarred Gillett |

|                                        |                      |                                     |
| Norris Nouble Brown Cowan-Hall Lapslie | Tiri di rigore 4 – 3 | Eriksen Alli Lamela Son Lucas Moura |

### UEFA Champions League

#### Fase a gironi
| Arbitro: | Gianluca Rocchi |

|                                 |           |                                 |
| Podence 44’ Valbuena 54’ (rig.) | Marcatori | 26’ (rig.) Kane 30’ Lucas Moura |

| Arbitro: | Clément Turpin |

|                         |           |                                                            |
| Son 12’ Kane 61’ (rig.) | Marcatori | 15’ Kimmich 45’, 87’ Lewandowski 53’, 55’, 83’, 88’ Gnabry |

| Arbitro: | Marco Guida |

|                                      |           |  |
| Kane 9’, 72’ Son 16’, 44’ Lamela 57’ | Marcatori |  |

| Arbitro: | Carlos del Cerro Grande |

|  |           |                                       |
|  | Marcatori | 34’ Lo Celso 57’, 61’ Son 85’ Eriksen |

| Arbitro: | Georgi Kabakov |

|                                     |           |                        |
| Alli 45+1’ Kane 50’, 77’ Aurier 72’ | Marcatori | 6’ El-Arabi 19’ Semedo |

| Arbitro: | Gianluca Rocchi |

|                                   |           |               |
| Coman 14’ Müller 45’ Coutinho 64’ | Marcatori | 20’ Sessegnon |

#### Fase a eliminazione diretta

##### Ottavi di finale
| Arbitro: | Cüneyt Çakır |

|  |           |                   |
|  | Marcatori | 58’ (rig.) Werner |

| Arbitro: | Carlos del Cerro Grande |

|                                |           |  |
| Sabitzer 10’, 21’ Forsberg 87’ | Marcatori |  |

## Statistiche
Statistiche aggiornate al 26 luglio 2020.

### Statistiche di squadra
| Competizione     | Punti | In casa | In casa | In casa | In casa | In casa | In casa | In trasferta | In trasferta | In trasferta | In trasferta | In trasferta | In trasferta | Totale | Totale | Totale | Totale | Totale | Totale | DR |
| Competizione     | Punti | G       | V       | N       | P       | Gf      | Gs      | G            | V            | N            | P            | Gf           | Gs           | G      | V      | N      | P      | Gf     | Gs     | DR |
| ---------------- | ----- | ------- | ------- | ------- | ------- | ------- | ------- | ------------ | ------------ | ------------ | ------------ | ------------ | ------------ | ------ | ------ | ------ | ------ | ------ | ------ | -- |
| Premier League   | 59    | 19      | 12      | 3       | 4       | 27      | 15      | 19           | 4            | 8            | 7            | 19           | 24           | 38     | 16     | 11     | 11     | 61     | 47     | 14 |
| FA Cup           | -     | 3       | 2       | 0       | 0       | 6       | 3       | 2            | 0            | 2            | 0            | 2            | 2            | 5      | 2      | 2      | 0      | 8      | 5      | 3  |
| League Cup       | -     | 0       | 0       | 0       | 0       | 0       | 0       | 1            | 0            | 1            | 0            | 0            | 0            | 1      | 0      | 1      | 0      | 0      | 0      | 0  |
| Champions League | 10    | 4       | 2       | 0       | 2       | 11      | 10      | 4            | 1            | 1            | 2            | 7            | 8            | 7      | 3      | 1      | 3      | 18     | 18     | 0  |
| Totale           | 69    | 26      | 16      | 3       | 6       | 44      | 28      | 26           | 5            | 12           | 9            | 28           | 34           | 51     | 21     | 15     | 14     | 87     | 70     | 17 |

### Andamento in campionato
| Giornata  | 1 | 2 | 3 | 4 | 5 | 6 | 7 | 8 | 9 | 10 | 11 | 12 | 13 | 14 | 15 | 16 | 17 | 18 | 19 | 20 | 21 | 22 | 23 | 24 | 25 | 26 | 27 | 28 | 29 | 30 | 31 | 32 | 33 | 34 | 35 | 36 | 37 | 38 |
| --------- | - | - | - | - | - | - | - | - | - | -- | -- | -- | -- | -- | -- | -- | -- | -- | -- | -- | -- | -- | -- | -- | -- | -- | -- | -- | -- | -- | -- | -- | -- | -- | -- | -- | -- | -- |
| Luogo     | C | T | C | T | C | T | C | T | C | T  | T  | C  | T  | C  | T  | C  | T  | C  | C  | T  | T  | C  | T  | C  | C  | T  | T  | C  | T  | C  | C  | T  | C  | T  | C  | T  | C  | T  |
| Risultato | V | N | P | N | V | P | V | P | N | P  | N  | N  | V  | V  | P  | V  | V  | P  | V  | N  | P  | P  | N  | V  | V  | V  | P  | P  | N  | N  | V  | P  | V  | N  | V  | V  | V  | N  |
| Posizione | 6 | 6 | 7 | 9 | 3 | 7 | 6 | 9 | 7 | 11 | 11 | 14 | 10 | 5  | 8  | 7  | 5  | 7  | 6  | 6  | 6  | 8  | 8  | 6  | 5  | 5  | 6  | 7  | 8  | 8  | 7  | 9  | 8  | 9  | 8  | 7  | 7  | 6  |

Legenda:

Luogo: C = Casa; T = Trasferta. Risultato: V = Vittoria; N = Pareggio; P = Sconfitta.

### Statistiche dei giocatori
| Giocatore        | Premier League | Premier League | Premier League | Premier League | FA Cup   | FA Cup | FA Cup      | FA Cup     | Coppa di Lega | Coppa di Lega | Coppa di Lega | Coppa di Lega | UEFA Champions League | UEFA Champions League | UEFA Champions League | UEFA Champions League | Totale   | Totale | Totale      | Totale     |
| Giocatore        | Presenze       | Reti           | Ammonizioni    | Espulsioni     | Presenze | Reti   | Ammonizioni | Espulsioni | Presenze      | Reti          | Ammonizioni   | Espulsioni    | Presenze              | Reti                  | Ammonizioni           | Espulsioni            | Presenze | Reti   | Ammonizioni | Espulsioni |
| ---------------- | -------------- | -------------- | -------------- | -------------- | -------- | ------ | ----------- | ---------- | ------------- | ------------- | ------------- | ------------- | --------------------- | --------------------- | --------------------- | --------------------- | -------- | ------ | ----------- | ---------- |
| H. Lloris        | 21             | -21            | 0              | 0              | 2        | -3     | 0           | 0          | 0             | -0            | 0             | 0             | 4                     | -13                   | 0                     | 0                     | 27       | -37    | 0           | 0          |
| P. Gazzaniga     | 18             | -26            | 1              | 0              | 2        | -2     | 0           | 0          | 1             | -0            | 0             | 0             | 4                     | -5                    | 0                     | 0                     | 25       | -33    | 1           | 0          |
| M. Vorm          | 0              | -0             | 0              | 0              | 0        | -0     | 0           | 0          | 1             | -1            | 0             | 0             | 0                     | -0                    | 0                     | 0                     | 1        | -1     | 0           | 0          |
| T. Alderweireld  | 33             | 2              | 7              | 0              | 3        | 0      | 0           | 0          | 0             | 0             | 0             | 0             | 6                     | 0                     | 1                     | 0                     | 42       | 2      | 8           | 0          |
| D. Sánchez       | 29             | 0              | 6              | 0              | 4        | 0      | 0           | 0          | 1             | 0             | 0             | 0             | 5                     | 0                     | 0                     | 0                     | 39       | 0      | 6           | 0          |
| J. Vertonghen    | 23             | 1              | 2              | 0              | 4        | 1      | 0           | 0          | 0             | 0             | 0             | 0             | 3                     | 0                     | 0                     | 0                     | 30       | 2      | 2           | 0          |
| J. Foyth         | 4              | 0              | 1              | 0              | 0        | 0      | 0           | 0          | 0             | 0             | 0             | 0             | 3                     | 0                     | 0                     | 0                     | 7        | 0      | 1           | 0          |
| J. Tanganga      | 6              | 0              | 1              | 0              | 3        | 0      | 0           | 0          | 1             | 0             | 0             | 0             | 1                     | 0                     | 1                     | 0                     | 11       | 0      | 2           | 0          |
| B. Davies        | 18             | 0              | 6              | 0              | 0        | 0      | 0           | 0          | 1             | 0             | 0             | 0             | 3                     | 0                     | 1                     | 0                     | 22       | 0      | 7           | 0          |
| S. Aurier        | 33             | 1              | 2              | 1              | 4        | 0      | 0           | 0          | 0             | 0             | 0             | 0             | 5                     | 1                     | 0                     | 0                     | 42       | 2      | 2           | 1          |
| E. Dier          | 19             | 0              | 5              | 0              | 5        | 0      | 0           | 0          | 1             | 0             | 0             | 0             | 5                     | 0                     | 1                     | 0                     | 30       | 0      | 6           | 0          |
| V. Wanyama       | 2              | 0              | 1              | 0              | 0        | 0      | 0           | 0          | 1             | 0             | 0             | 0             | 1                     | 0                     | 0                     | 0                     | 4        | 0      | 1           | 0          |
| O. Skipp         | 7              | 0              | 0              | 0              | 1        | 0      | 1           | 0          | 1             | 0             | 0             | 0             | 2                     | 0                     | 1                     | 0                     | 11       | 0      | 2           | 0          |
| T. Ndombele      | 21             | 2              | 3              | 0              | 2        | 0      | 0           | 0          | 0             | 0             | 0             | 0             | 6                     | 0                     | 1                     | 0                     | 29       | 2      | 4           | 0          |
| G. Lo Celso      | 28             | 0              | 6              | 0              | 4        | 1      | 0           | 0          | 0             | 0             | 0             | 0             | 5                     | 1                     | 2                     | 0                     | 37       | 2      | 8           | 0          |
| H. Winks         | 31             | 0              | 9              | 0              | 5        | 0      | 0           | 0          | 0             | 0             | 0             | 0             | 5                     | 0                     | 2                     | 0                     | 41       | 0      | 11          | 0          |
| M. Sissoko       | 29             | 2              | 8              | 0              | 0        | 0      | 0           | 0          | 0             | 0             | 0             | 0             | 6                     | 0                     | 0                     | 0                     | 35       | 2      | 8           | 0          |
| G. Fernandes     | 7              | 0              | 0              | 0              | 3        | 0      | 1           | 0          | 0             | 0             | 0             | 0             | 2                     | 0                     | 0                     | 0                     | 12       | 0      | 1           | 0          |
| R. Sessegnon     | 6              | 0              | 0              | 0              | 3        | 0      | 0           | 0          | 0             | 0             | 0             | 0             | 3                     | 1                     | 1                     | 0                     | 12       | 1      | 1           | 0          |
| D. Alli          | 25             | 8              | 2              | 0              | 5        | 0      | 1           | 0          | 1             | 0             | 0             | 0             | 7                     | 1                     | 1                     | 0                     | 38       | 9      | 4           | 0          |
| H. Son           | 30             | 11             | 0              | 2              | 4        | 2      | 0           | 0          | 1             | 0             | 0             | 0             | 6                     | 5                     | 0                     | 0                     | 41       | 18     | 0           | 2          |
| S. Bergwijn      | 14             | 3              | 2              | 0              | 1        | 0      | 0           | 0          | 0             | 0             | 0             | 0             | 1                     | 0                     | 0                     | 0                     | 16       | 3      | 2           | 0          |
| L. Moura         | 35             | 4              | 3              | 0              | 5        | 2      | 0           | 0          | 1             | 0             | 0             | 0             | 6                     | 1                     | 0                     | 0                     | 47       | 7      | 3           | 0          |
| E. Lamela        | 25             | 2              | 3              | 0              | 4        | 1      | 1           | 0          | 1             | 0             | 0             | 0             | 5                     | 1                     | 1                     | 0                     | 35       | 4      | 5           | 0          |
| H. Kane          | 29             | 18             | 4              | 0              | 0        | 0      | 0           | 0          | 0             | 0             | 0             | 0             | 5                     | 6                     | 1                     | 0                     | 34       | 24     | 5           | 0          |
| D. Rose          | 12             | 0              | 5              | 0              | 0        | 0      | 0           | 0          | 0             | 0             | 0             | 0             | 4                     | 0                     | 0                     | 0                     | 16       | 0      | 5           | 0          |
| C. Eriksen       | 20             | 2              | 5              | 0              | 2        | 0      | 0           | 0          | 1             | 0             | 0             | 0             | 5                     | 1                     | 0                     | 0                     | 28       | 3      | 5           | 0          |
| K. Walker-Peters | 3              | 0              | 0              | 0              | 0        | 0      | 0           | 0          | 1             | 0             | 0             | 0             | 1                     | 0                     | 0                     | 0                     | 5        | 0      | 0           | 0          |
| T. Parrott       | 2              | 0              | 0              | 0              | 1        | 0      | 0           | 0          | 1             | 0             | 0             | 0             | 0                     | 0                     | 0                     | 0                     | 4        | 0      | 0           | 0          |